# ゲイル・ルービン
ゲイル・S・ルービン（Gayle S. Rubin、1949年1月1日 - ）は、性とジェンダーの政治活動家及び理論家として最もよく知られている、アメリカ合衆国の文化人類学者。 
彼女は、フェミニズム、SM、売春、ペドフィリア、ポルノグラフィ、レズビアン文学を人類学的に研究しており、特に都会の文脈に焦点をあてた性的サブカルチャーの歴史などの、様々な主題について執筆している。彼女はミシガン大学の人類学と女性学の准教授である。 
ルービンは、セックス・ポジティブ・フェミニストである。